# طارق بعلوش
طارق بعلوش هو ممثل ومذيع تونسي مثل في عدة مسلسلات من أهمها أولاد مفيدة في جزءه الثالث وشارك في إذاعة عدة برامج تلفزيونية.

## أعماله
- تونس 2050 (الجزء 2) (دور: الأسعد)، 2010 (صوت)
- شبيك لبيك (ضيف شرف)، 2012 (مسلسل كوميدي)
- سكول (الجزء 1)، 2014
- سكول (الجزء 2)، 2015
- حكايات تونسية، 2015
- بنت أمها (الجزء 2)، 2015
- صحبة غير درجين (الجزء 1)، (دور: حمّة)، 2016 (مسلسل كوميدي)
- الكاستينغ، 2016 (مسلسل كوميدي)
- أولاد مفيدة (الجزء 3)، 2017
- صحبة غير درجين (الجزء 2)، (دور: حمّة)، 2018 (مسلسل كوميدي)
- فاميليا لول، 2018 (مسلسل كوميدي)
- سبع صبايا، 2018 (مسلسل كوميدي)
- الهربة، التاسعة، رمضان 2019، (دور: معز كزّا)

## وصلات خارجية
- بعلوش في قاعدة بيانات الأفلام العربية